# Estancia, Novi Meksiko
Estancia je gradić u okrugu Torrance u američkoj saveznoj državi Novom Meksiku. Prema popisu 2000. u Estanciji živjelo je 1584 stanovnika. Sjedište je okruga Torrance. Estancia je dio metropolitanskog statističkog područja Albuquerquea.

## Povijest
Estancia se nalazi na slavnom zemljovidu koji je nacrtao don Bernardo de Miera y Pacheco 1779. godine. Prikazan je kao grad koji su "uništili neprijatelji" (nomadski Indijanci).

## Zemljopis
Nalazi se na 34°45′37″N 106°3′39″W / 34.76028°N 106.06083°W (34.760380, -106.060748). Prema Uredu SAD-a za popis stanovništva, zauzima 14,8 km2 površine, od čega 14,7 suhozemne.

## Stanovništvo
Prema podatcima popisa 2000. u Euniceu bilo je 1584 stanovnika, 393 kućanstava i 284 obitelji, a stanovništvo po rasi bili su 70,08% bijelci, 10,16% afroamerikanci, 2,21% Indijanci, 0,06% Azijci, 14,71% ostalih rasa, 2,78% dviju ili više rasa. Hispanoamerikanaca i Latinoamerikanaca svih rasa bilo je 50,57%.